# Holmsjön (Vilhelmina socken, Lappland, 720844-149640)
Holmsjön är en sjö i Vilhelmina kommun i Lappland och ingår i Ångermanälvens huvudavrinningsområde. Sjön har en area på 0,319 kvadratkilometer och ligger 526 meter över havet. Holmsjön ligger i Njakafjäll Natura 2000-område.

## Delavrinningsområde
Holmsjön ingår i det delavrinningsområde (720805-149966) som SMHI kallar för Utloppet av Stalonsjön. Medelhöjden är 513 meter över havet och ytan är 37,77 kvadratkilometer. Det finns inga avrinningsområden uppströms utan avrinningsområdet är högsta punkten. Vattendraget som avvattnar avrinningsområdet har biflödesordning 2, vilket innebär att vattnet flödar genom totalt 2 vattendrag innan det når havet efter 323 kilometer. Avrinningsområdet består mestadels av skog (87 procent). Avrinningsområdet har 1,88 kvadratkilometer vattenytor vilket ger det en sjöprocent på 5 procent.